# Nostradamus (álbum)
Nostradamus es el decimosexto álbum de estudio de la banda de heavy metal Judas Priest, publicado en 2008 a través de Epic Records para el mercado europeo y por Sony Music para los Estados Unidos. Es su primer álbum conceptual, que en dos discos relata la vida y obra del profeta francés del siglo XVI, Michel de Nostradamus y a su vez es el último con el guitarrista K.K. Downing que años más tarde renunciaría a la banda.
La producción se caracteriza por el amplio uso de los teclados y el sintetizador, interpretado por el músico Don Airey y por el uso de coros que lo acercan hacia el metal sinfónico. También incluye algunos cortes instrumentales y además en la canción «Death» incursionan en el doom metal. 
Tras su publicación recibió una variedad de críticas tanto positivas como negativas, donde destacaron la visión ambiciosa del proyecto, pero recalcando que debería haber sido publicado como un disco simple. No obstante, logró una gran atención en las listas musicales, principalmente en Europa, donde en varios países se posicionó dentro de los top 10. 

## Antecedentes
En 2007, Rob Halford en una entrevista al programa radial Friday Night Rocks informó que durante varios meses trabajaban en un nuevo álbum de estudio, enfocado en la vida de Nostradamus. Además, comentó que en diciembre de 2005 cuando estaban en Rusia como parte final de la gira Retribution World Tour, su mánager Bill Curbichley fue el mentor de editar el álbum conceptual sobre la vida y obra del profeta francés.

## Grabación
Las primeras canciones se escribieron a mediados de 2006 en los estudios The Old Smithy de Worcestershire en Inglaterra, cuyo proceso de grabación culminó a fines de 2007. Además y para agregarle un tono más oscuro, la banda contrató al músico Don Airey que tocó los sintetizadores y el teclado. Por su parte, la producción quedó a cargo de los guitarristas K.K. Downing y Glenn Tipton.
En noviembre de 2007 en los estudios Bauwhaus Amsterdam se realizó el mezclado, mientras que la masterización se hizo en los ya mencionados Bauwhaus Amsterdam y en los Amsterdam Mastering, ambos estudios ubicados en Ámsterdam en los Países Bajos. Cabe destacar que hasta ese proceso la edición del álbum en formato doble disco seguía siendo un rumor.

## Lanzamiento y promoción
Se publicó oficialmente el 16 de junio de 2008 en el Reino Unido y gran parte de Europa a través de Epic Records, donde alcanzó el puesto 30 en la lista británica UK Albums Chart. Por su parte, el 17 de junio se lanzó en los Estados Unidos por Sony Music donde vendió 42 000 copias durante su primera semana que lo colocó en el lugar 11 de los Billboard 200, convirtiéndose en su álbum mejor posicionado en dicha lista y superando así a Angel of Retribution.
Para promocionarlo el 12 de abril de 2008 la banda colocó la canción «Nostradamus» en su página web para que sus fanáticos la descargaran gratis. Mientras que el 4 de mayo se publicó su único sencillo físico, «Visions». Además, el 3 de junio iniciaron la gira promocional llamada simplemente 2008/2009 World Tour, que los llevó a varios países durante dos años y que destacó por presentarse por primera vez en Colombia, Luxemburgo, Rumania, Turquía y Corea del Sur.

## Portada
Al igual que en los discos anteriores la portada fue creada por el artista Mark Wilkinson, pero esta vez no utilizó el logotipo clásico de la banda sino creó uno nuevo, con las mismas letras del título del disco. Además, dibujó a Nostradamus envuelto entre planetas y con el espacio de fondo, y con un ser de ojos brillantes detrás de él.

## Comentarios de la crítica
Tras ser puesto a la venta obtuvo una variedad de críticas, donde algunos lo alabaron mientras que otros criticaron la apuesta de la banda. James Christopher Monger de Allmusic consideró que debería haber sido un solo disco, pero que igual sus defectos superarían sus triunfos. Keith Bergman de Blabbermouth criticó la cantidad de canciones afirmando que su duración no lo hacía un gran álbum, pero aun así destacó algunos temas como «Nostradamus» que consideró como «bastante pesada, interesante y con una precisión exagerada». Jim Kaz de IGN aplaudió la visión ambiciosa de la banda, pero mencionó que podrían haberlo ordenado en un solo disco.
Por su parte, Adrien Begrand de PopMatters destacó la voz de Rob Halford y la pasión de la banda en un proyecto tan ambicioso. Además, consideró que algunas de sus canciones eran geniales, pero que de cien minutos de música solo cuarenta y cinco de ellos eran suficiente. Matthijs van Der Lee del sitio Sputnikmusic resumió su reseña como «un disco casi arruinada por su propia ambición». Además, destacó el primer disco que consideró que «fluye muy bien en general», mientras que al segundo lo criticó por ser demasiado largo y que no ofrecía ideas nuevas.

## Lista de canciones
Todas las canciones escritas por Rob Halford, Glenn Tipton y K.K. Downing.

### Disco uno
| N.º | Título                  | Duración |  |
| 1.  | «Dawn of Creation»      | 2:31     |  |
| 2.  | «Prophecy»              | 5:26     |  |
| 3.  | «Awakening»             | 0:52     |  |
| 4.  | «Revelations»           | 7:05     |  |
| 5.  | «The Four Horsemen»     | 1:35     |  |
| 6.  | «War»                   | 5:04     |  |
| 7.  | «Sands of Time»         | 2:36     |  |
| 8.  | «Pestilence and Plague» | 5:08     |  |
| 9.  | «Death»                 | 7:33     |  |
| 10. | «Peace»                 | 2:21     |  |
| 11. | «Conquest»              | 4:42     |  |
| 12. | «Lost Love»             | 4:28     |  |
| 13. | «Persecution»           | 6:34     |  |

### Disco dos
| N.º | Título                  | Duración |  |
| 1.  | «Solitude»              | 1:23     |  |
| 2.  | «Exiled»                | 6:32     |  |
| 3.  | «Alone»                 | 7:50     |  |
| 4.  | «Shadows in the Flame»  | 1:10     |  |
| 5.  | «Visions»               | 5:28     |  |
| 6.  | «Hope»                  | 2:09     |  |
| 7.  | «New Beginnings»        | 4:56     |  |
| 8.  | «Calm Before the Storm» | 2:05     |  |
| 9.  | «Nostradamus»           | 6:46     |  |
| 10. | «Future of Mankind»     | 8:29     |  |

## Músicos
- Rob Halford: voz
- K.K. Downing: guitarra eléctrica
- Glenn Tipton: guitarra eléctrica
- Ian Hill: bajo
- Scott Travis: batería
- Don Airey: teclados y sintetizadores (músico invitado)